# Fritz Kampers
Fritz Kampers (14 de julho de 1891 – 1 de setembro de 1950) foi um ator de cinema alemão. Ele atuou em 261 filmes mudos entre 1913 e 1950.

## Filmografia selecionada
- 1913: Das rosa Pantöffelchen
- 1917: Der Rubin des Maharadscha
- 1917: Der Hauptmann-Stellvertreter
- 1918: Lussandra, die Königssklavin
- 1918: Almenrausch und Edelweiß; Regie und Darsteller
- 1919: Verlorenes Spiel
- 1919: Lyas Flirt mit dem Heiligen
- 1919: Foxtrott-Papa
- 1919: Ein Hochzeitsmorgen
- 1919: Die sterbende Salome
- 1919: Der schwarze Jack
- 1950: Sensation im Savoy/Vera setzt sich durch
- 1950: Schwarzwaldmädel
- 1950: Die Sterne lügen nicht
- 1950: Die Nacht ohne Sünde